# Nissan Micra
Nissan Micra är en småbil från Nissan Motors som började säljas år 1983. Första generationen, även kallad K10, fick hård kritik av försäkringsbolaget Folksam för att den inte var krocksäker.

## Generation 1

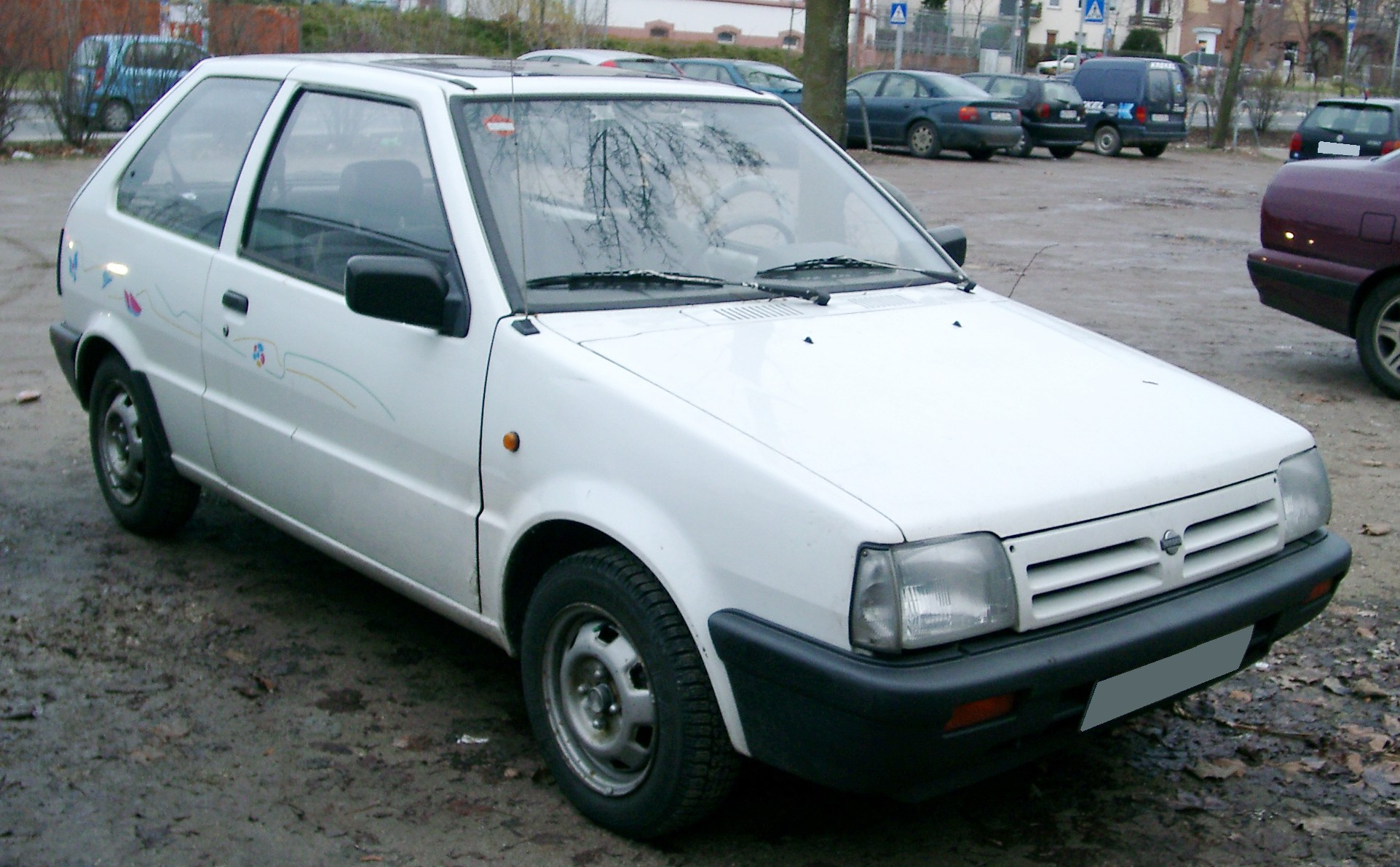
Nissan Micra K10

Nissan Micra, som även säljs som Nissan March på vissa marknader, presenterades i oktober 1982 för att konkurrera med bilar som Honda Jazz (även kallad Honda City), efter att Nissans tidigare minsta modell, Nissan Cherry, hade vuxit sig större. Bilen introducerades i Europa 1983 och i Kanada året därpå. Vissa bilar såldes under namnet Datsun i början, men namnet höll på att fasas ut och hade försvunnit helt vid slutet av 1984.
Vissa förändringar gjordes i juni 1985 och samtidigt erbjöds även ett turbomotoralternativ. Från 1987 års modell kunde bilar som såldes i Sverige även fås med katalysator och insprutningsmotor. En ny ansiktslyftning kom på 1990 års modell med bland annat större stötfångare, ny kylargrill och framlyktor. En annan nyhet då var att bilen även kunde fås med fyra dörrar.

## Generation 2

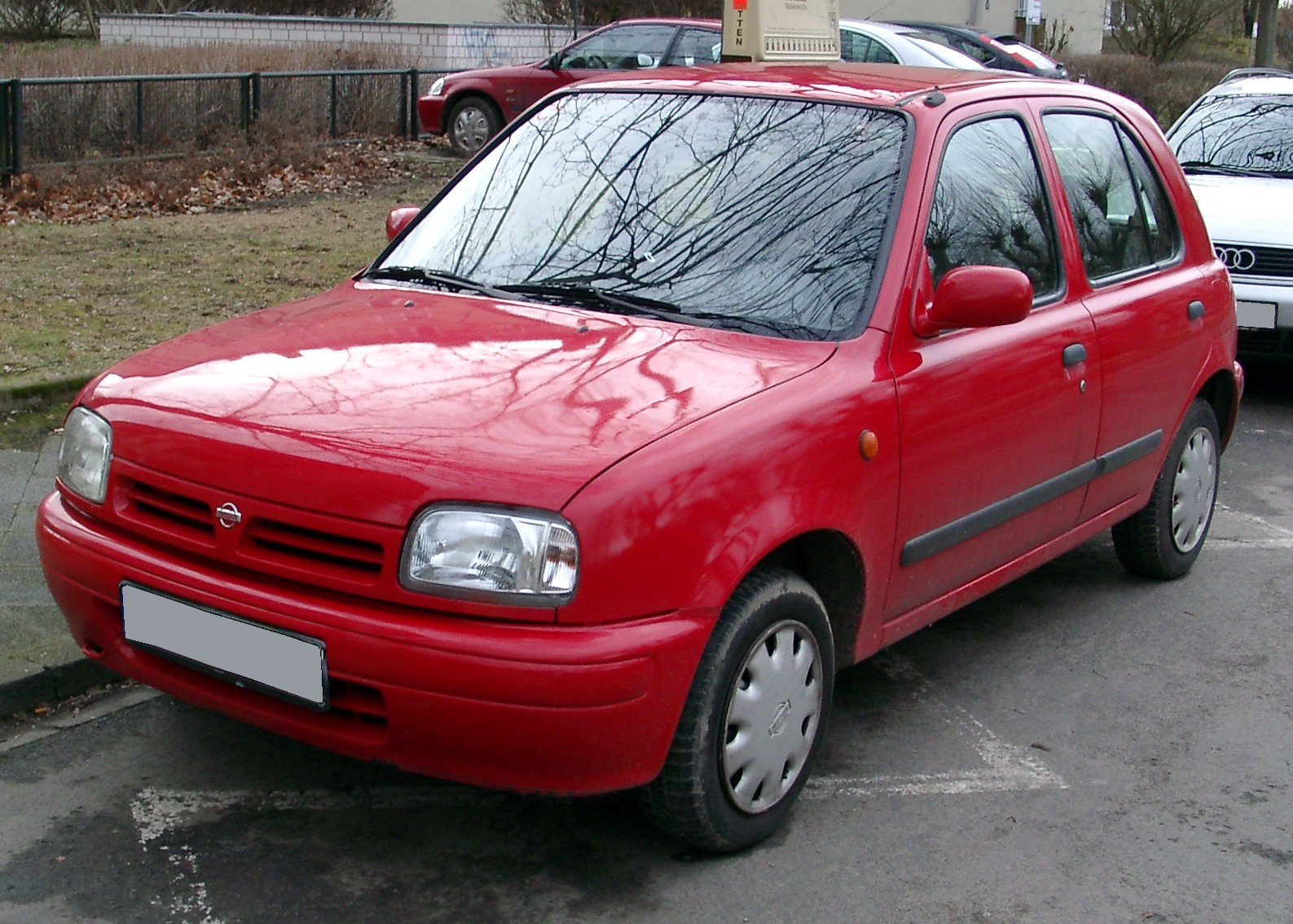
Nissan Micra K11

1993 kom en ny generation Nissan Micra, K11, som fick utmärkelsen årets bil, för övrigt första gången en bil från Japan fått den utmärkelsen. Det var Nissans andra modell efter Primera att tillverkas i Nissans fabrik i Washington, Tyne and Wear i England. Bilen fanns med en ny enlitersmotor på 55 hk och en 1,3-litersmotor på 75 hk, båda med 16 ventiler och bränsleinsprutning. Servostyrning kunde fås som tillval. Bilen hade även förstärkningar för bättre krockskydd, men trots detta fick den bara två stjärnor i EuroNCAPs krocktest 1997. Så småningom kom även krockkuddar, låsningsfria bromsar, elfönsterhissar, centrallås och luftkonditionering. Den genomgick ett ansiktslyft år 1998 då formerna blev något rundare, särskilt kring kylargrill och lyktor. Denna generation av Micra kom att produceras fram till år 2002.

## Generation 3

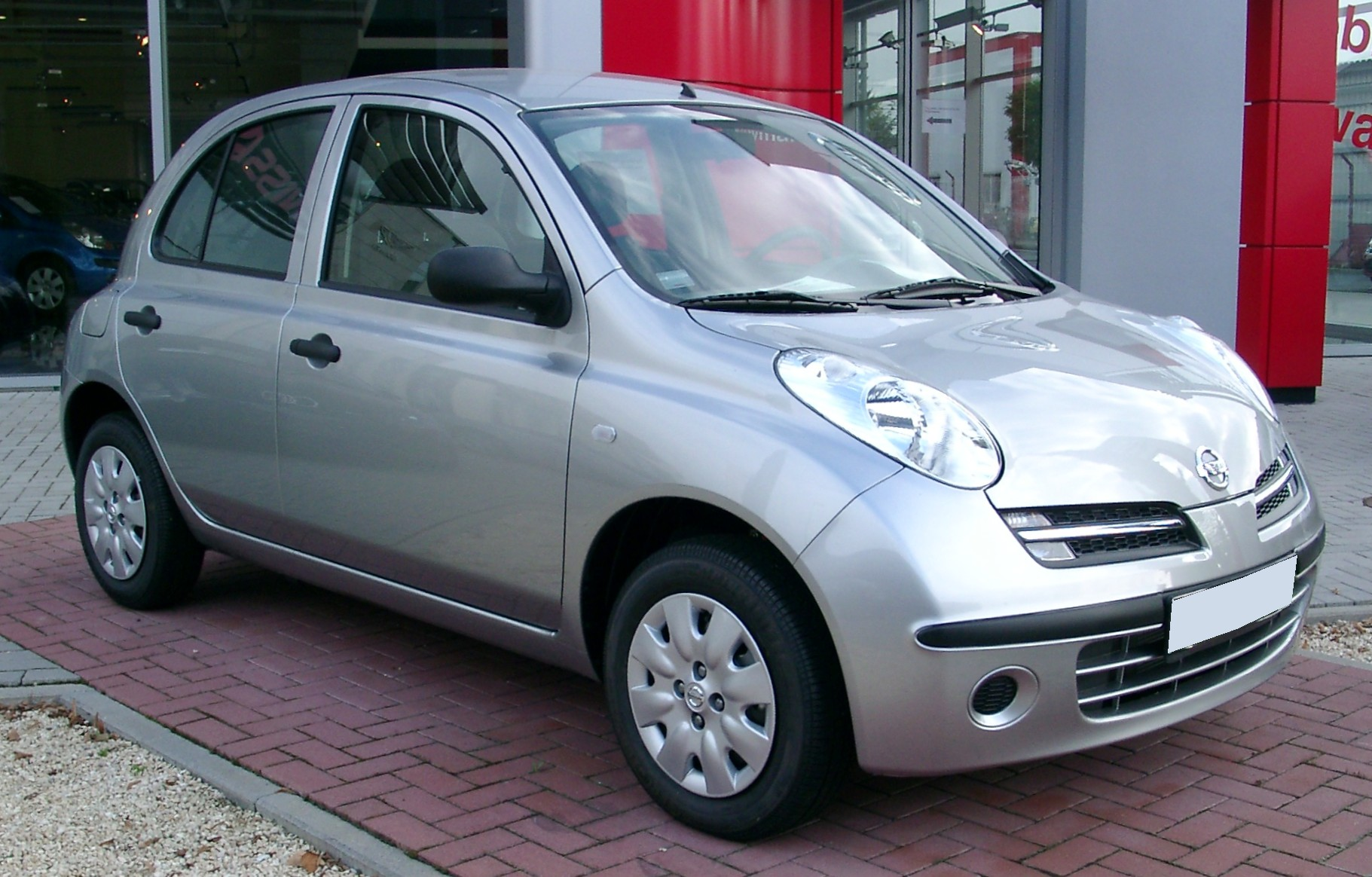
Nissan Micra K12

2002 presenterades den tredje generationen, K12, som började säljas 2003. Den nya bilen hade en helt ny, ännu rundare design och hade 70 mm längre hjulbas och var även något högre och bredare. En annan nyhet var skjutbart baksäte. Denna generation av Micra fick fyra stjärnor av fem möjliga i EuroNCAPs krocktest. Den finns även med nedfällbart tak, under namnet Nissan Micra C+C. Den designades på Nissans nya designstudio i London och har en 2+2-sitsig layout med mycket begränsat baksäte. Det hopfällbara taket konstrueras av Karmann.

## Generation 4
Generation nummer fyra (K13) gick i produktion 2010 för modellåret 2011.